# Ligne de Tornio à Kolari
La ligne de Tornio à Kolari (finnois : Tornio–Kolari-rata), dite aussi ligne d'Ilomantsi (finnois : Kolarin rata), est une ligne de chemin de fer, à voie unique, du réseau de chemin de fer finlandais qui relie la ville de Tornio à la municipalité de Kolari, point le plus au nord du réseau.

## Histoire
La voie a été construite en plusieurs tronçons comme suit:
- 1922 : Tornio–Kukkola
- 1923 : Kukkola–Karunki
- 1926 : Karunki–Korpikylä
- 1927 : Korpikylä–Aavasaksa
- 1928 : Aavasaksa–Kaulinranta
- 1964 : Kaulinranta–Pello
- 1965 : Pello–Sieppijärvi
- 1966 : Sieppijärvi–Kolari
- 1967 : Kolari–Niesa–Äkäsjoki
- 1973 : Niesa–Rautavaara

La voie ferrée de la ligne entre Tornio et Kolari est totalement rénovée en 2011, notamment : remplacement des traverses bois par des traverses béton et remplacement des rails courts par des longs rails soudés.

## Infrastructure

### Ligne
La ligne, longue de 186,6 km, suit le fleuve Tornionjoki à travers la Tornédalie.
La vitesse maximale autorisée des trains sur la voie est de 100 km/h.  Les voies latérales construites pour les mines de Rautuvaara et Äkäsjoki à Kolari sont aussi considérées comme faisant partie de la ligne : leur entretien a été arrêté en 2004 et elles sont fermées à la circulation.

## Exploitation
Le trafic voyageurs de la ligne de Kolari est assuré par un train de voyageurs en provenance d'Helsinki les jeudis hors saison de ski. 
Pendant la saison de ski, plusieurs trains de nuit desservent Kolari avec des horaires variables. Tous les trains saisonniers ne circulent pas quotidiennement, mais sont programmés pour le début des vacances ainsi que les fins de semaine. Il n'y a aucun trafic de passagers en mai. Le trafic de marchandises est exclusivement du transpirt de bois brut vers Kemi.

Circulations en 2021
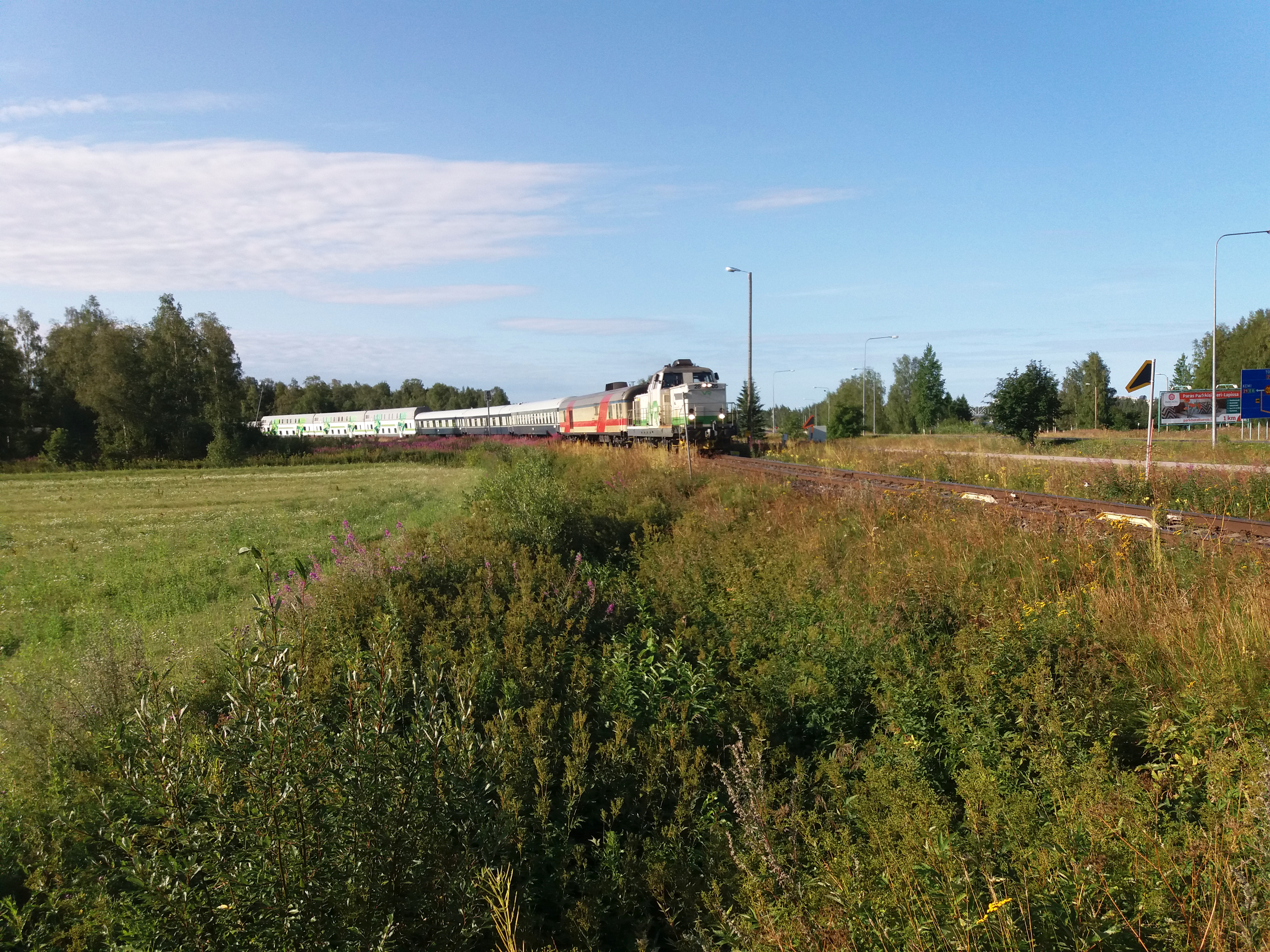
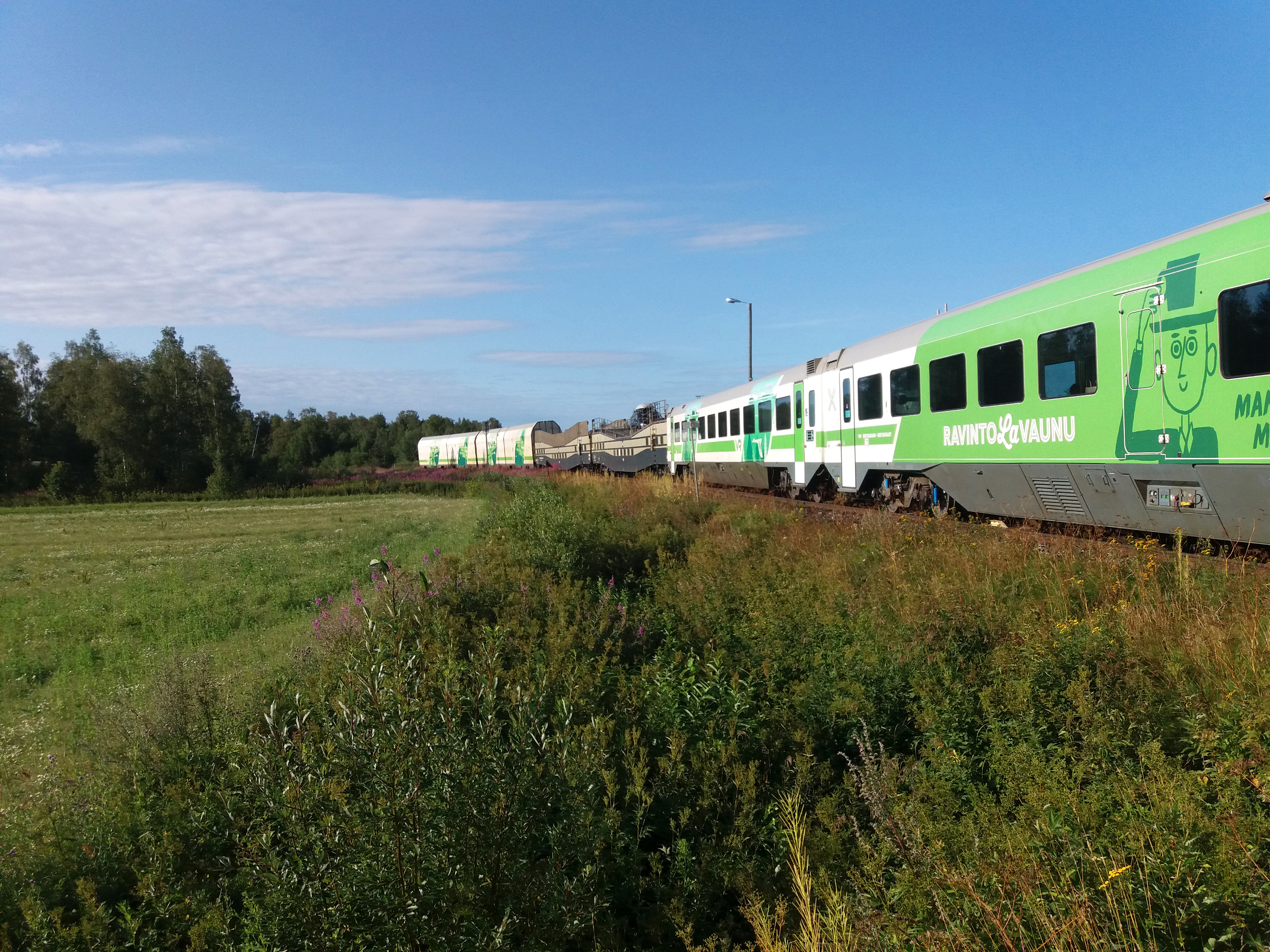